# Manuel Ott
Manuel Gelito Ott (6 mei 1992) is een Filipijns-Duitse voetballer die als middenvelder speelt.
Ott speelt sinds 2009 bij de Duitse voetbalclub FC Ingolstadt 04. Daarvoor speelde de middenvelder namens TSV 1860 München in de Bundesliga voor spelers onder de 17. Van 2014 tot 2018 speelde hij op de Filipijnen voor Ceres–Negros. In 2019 speelt hij in Thailand voor Ratchaburi Mitr Phol FC.
Vanwege zijn Filipijnse moeder, die afkomstig is van het vakantie-eiland Boracay, is Ott speelgerechtigd voor het Filipijns voetbalelftal. In de herfst van 2009 nam hij met het Filipijnse onder-19-elftal in China deel aan het kwalificatietoernooi voor het Aziatische kampioenschap. In januari 2010 volgde een eerste uitnodiging voor het Filipijnse nationale elftal en maakte hij direct zijn debuut als basisspeler in de wedstrijd tegen Taiwan. Ott maakte deel uit van de selectie op het Aziatisch kampioenschap voetbal 2019 net als zijn broer Mike Ott.

## Bron
- (de)  'Manuel Ott unterwegs mit philippinischem Herren-Nationalteam[dode link], Website FC Ingolstadt 04, 5 januari 2010